# Lapeyrouse, Ain
Lapeyrouse là một xã ở tỉnh Ain, vùng Auvergne-Rhône-Alpes thuộc miền đông nước Pháp.